# Spartiacque laurenziano

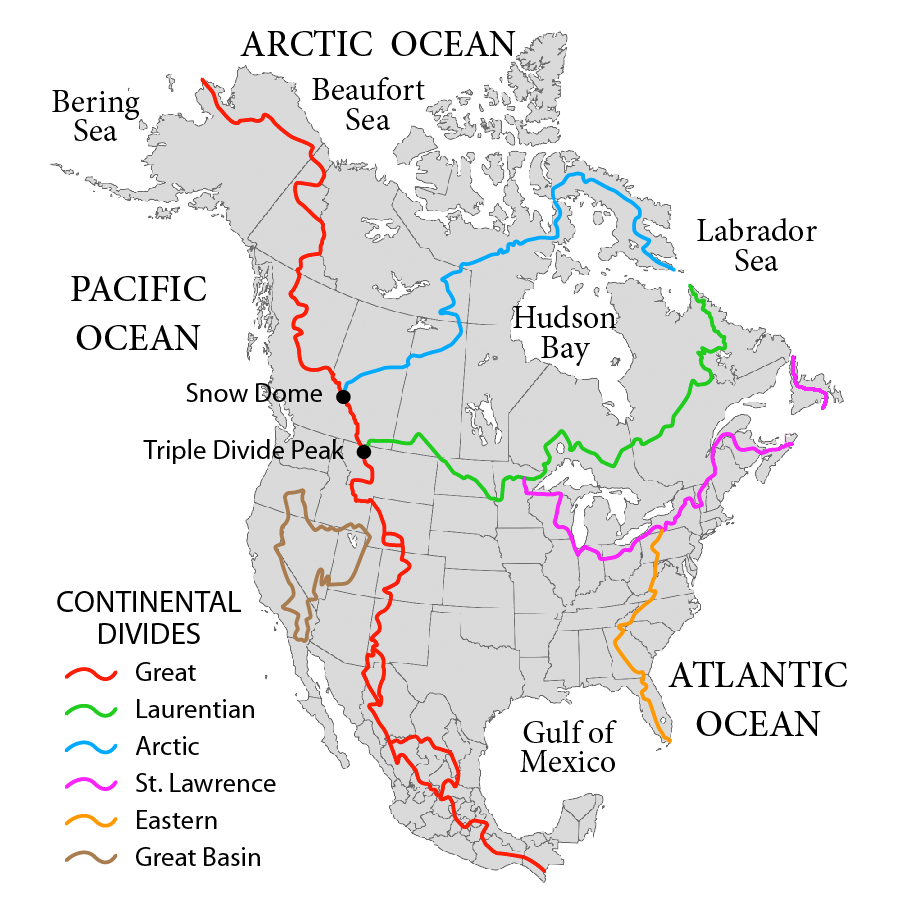
Lo spartiacque laurenziano (in verde) si estende da Triple Divide Peak nel Montana nord-occidentale fino al margine della penisola di Labrador al 60º parallelo nord.

Lo spartiacque laurenziano, anche chiamato spartiacque settentrionale o Northern Divide è uno spartiacque continentale situato nell'America settentrionale centrale, che separa il bacino della baia di Hudson a nord dal bacino del golfo del Messico a sud, e il bacino dei Grandi Laghi-fiume San Lorenzo a sud-est. Prende il nome da Laurentia, il supercontinente che forma la base delle attuali America settentrionale, Groenlandia e Scozia.
Le acque a nord dello spartiacque scorrono verso la baia di Hudson; quelle a sud dello spartiacque e anche a sud dello spartiacque del fiume San Lorenzo si riversano nel golfo del Messico, oppure in alternativa verso il mare del Labrador o attraverso i Grandi Laghi e la St. Lawrence Seaway verso il golfo di San Lorenzo. 
Dal punto di incontro con lo spartiacque continentale presso Triple Divide Peak, appena a sud del confine degli Stati Uniti nel Montana nord-occidentale, lo spartiacque laurenziano corre verso nord appena oltre il confine tra il Canada e gli Stati Uniti d'America e poi verso est attraverso l'Alberta e il Saskatchewan meridionali, dove volge verso sud-est per rientrare negli Stati Uniti nell'angolo nord-occidentale del Dakota del Nord. Continua poi sull'estremo confine nord-orientale del Dakota del Sud prima di oltrepassare nel centro il confine occidentale del Minnesota presso Traverse Gap. Lo spartiacque corre poi verso nord ed est attraverso il Minnesota settentrionale, attraverso la foresta nazionale di Superior nel suo margine orientale, entrando nell'Ontario. Qui passa a nord del lago Nipigon, e poi si sposta verso sud presso il 48º parallelo, prima di virare nuovamente verso nord per attraversare il confine occidentale del Québec, appena a sud del lago Abitibi. Svolta poi verso nord-est attraverso il Québec fino al confine sud-occidentale del Terranova e Labrador. Da qui, segue il frastagliato confine a nord dell'isola di Killiniq, dove diviene il confine tra Nunavut e il Labrador, prima di raggiungere il suo termine presso capo Chidley sul mare del Labrador.

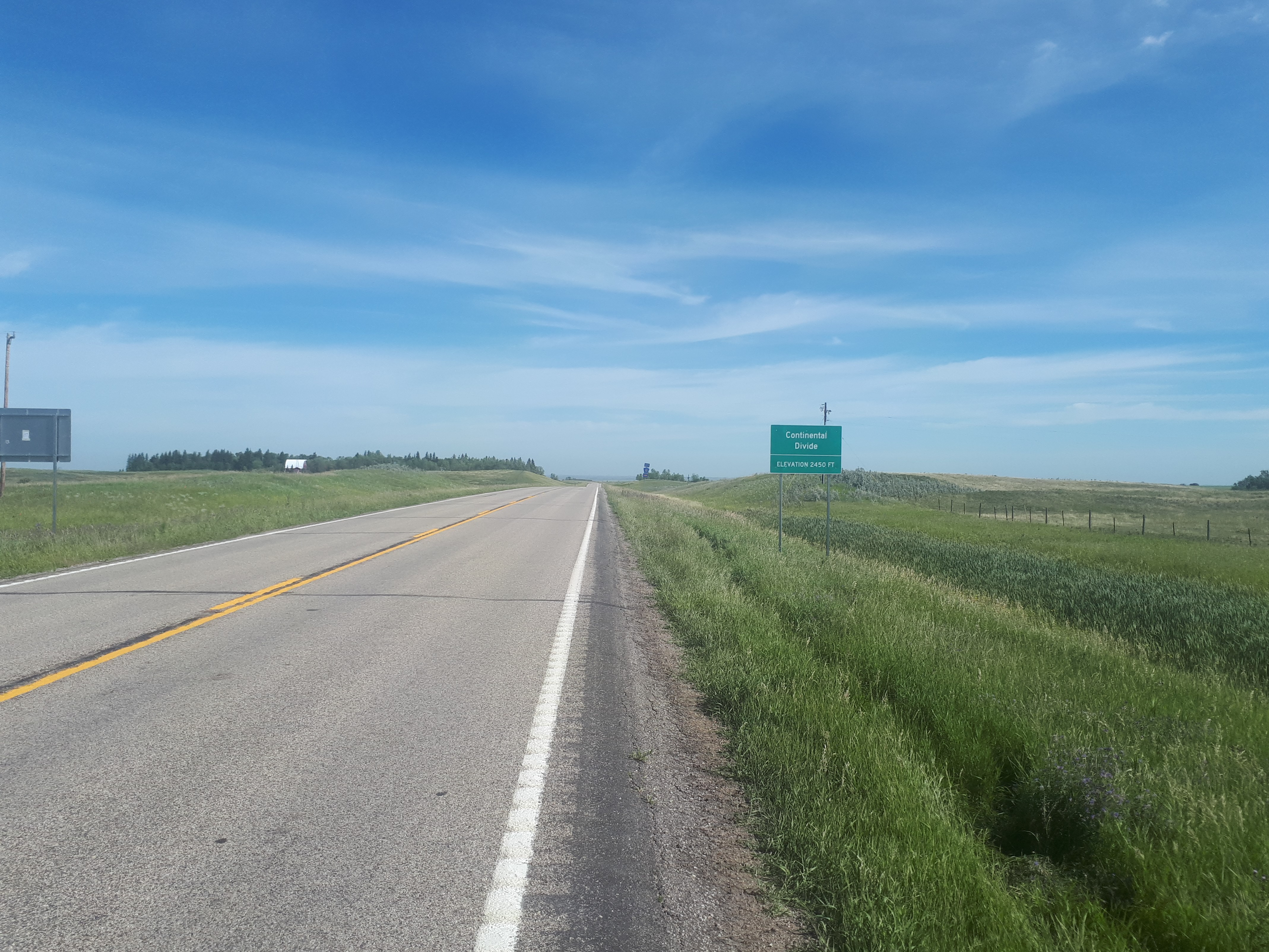
Spartiacque laurenziano attraverso la Highway 40 verso nord nella contea di Burke, nel Dakota del Nord.

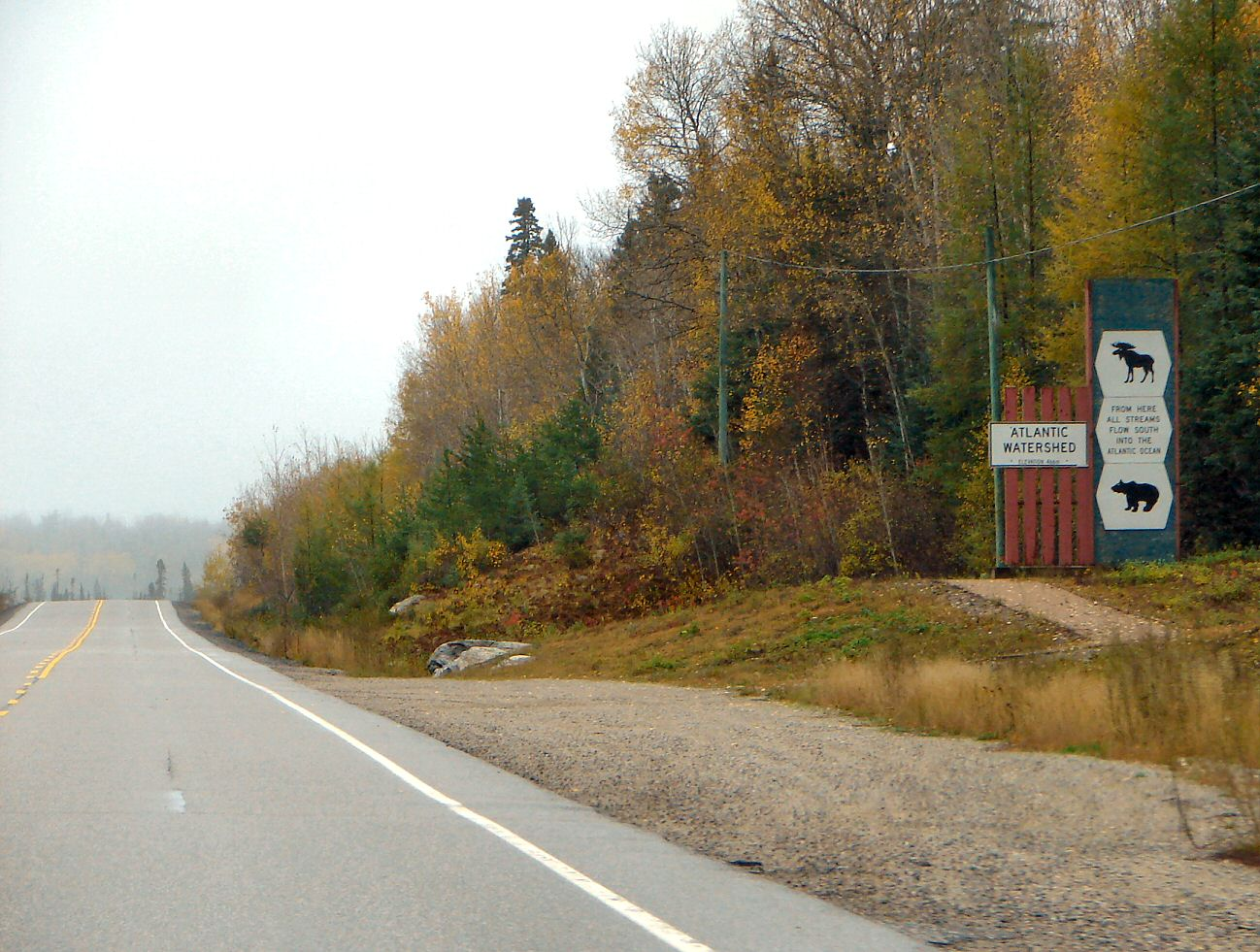
Cartello che segnala lo spartiacque sulla Highway 101 in Ontario.

Sullo spartiacque si trovano due punti tripli; uno è all'origine dello spartiacque stesso, presso Triple Divide Peak, nel Parco nazionale dei ghiacciai in Montana, dove si incontra con lo spartiacque continentale; questo è solitamente considerato l'apice idrologico del Nord America. Questa cima divide le acque del bacino del fiume Columbia che scorre verso l'oceano Pacifico dalle acque del bacino del fiume Nelson, che invece scorre verso la baia di Hudson, e ancora dalle acque del bacino del fiume Mississippi che scorre verso il golfo del Messico. L'altro punto triplo si trova presso Hill of Three Waters presso Hibbing, in Minnesota, che si trova in corrispondenza dell'incrocio con lo spartiacque del fiume San Lorenzo. Questo punto non è effettivamente una cima, ma un altopiano dove si incontrano i bacini dei fiumi Mississippi, Nelson e San Lorenzo (che scorre verso il golfo di San Lorenzo).
La parte orientale dello spartiacque segnò il confine settentrionale originale delle province dell'Ontario e del Québec al momento della Confederazione nel 1867, anche se da allora entrambi si sono espansi verso nord. Ad est del lago Superiore, lo spartiacque formò il confine settentrionale dell'Acquisto della Louisiana da parte degli Stati Uniti nel 1803.